# Nnimmo Bassey
Pour les articles homonymes, voir Bassey.

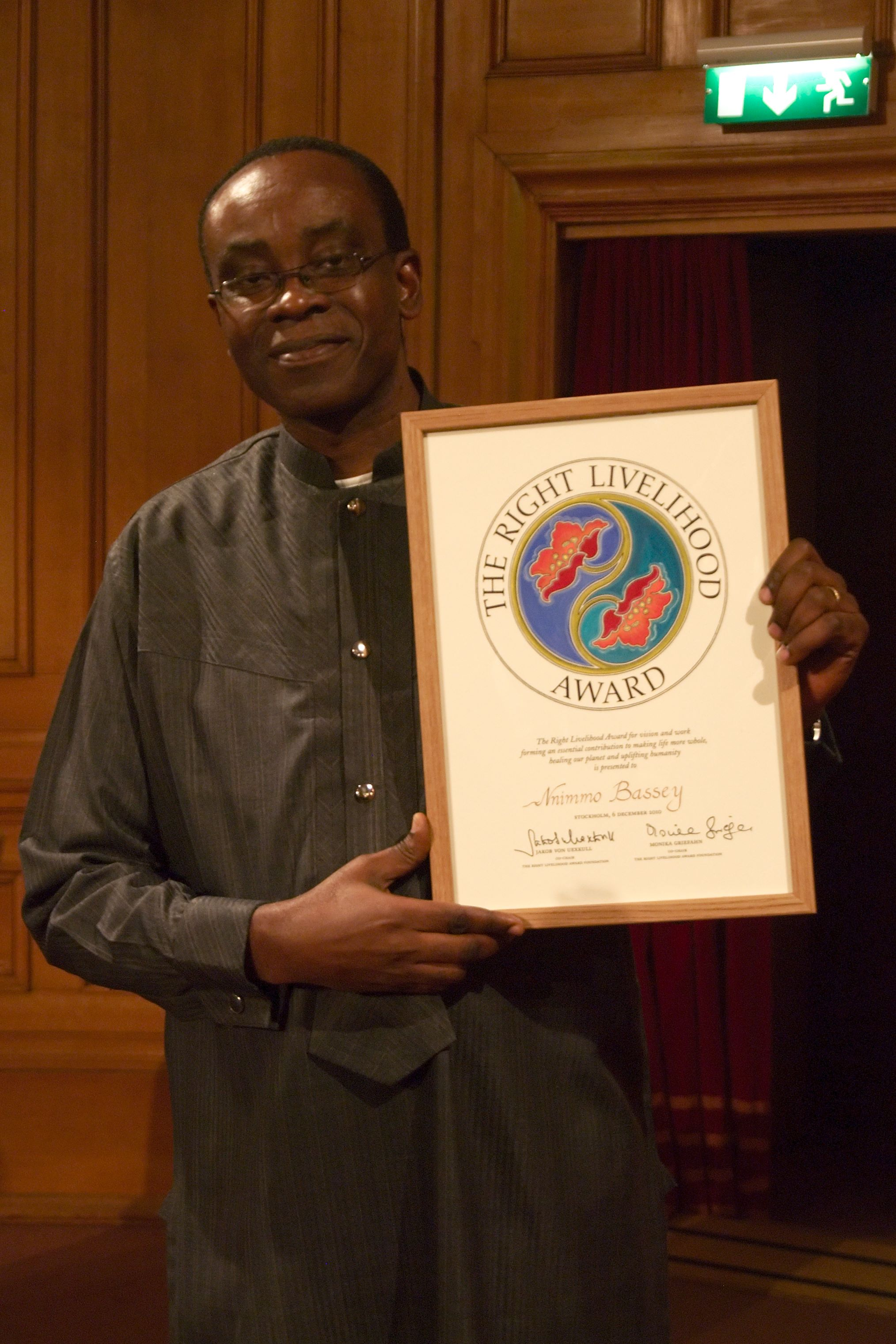
Nnimmo Bassey

Nnimmo Bassey, né le 11 juin 1958 d origine Nigerian.Président des Amis de la Terre International de 2008 à 2012, cofondateur de Environmental Rights Action (ERA)ERA - Environmental Rights Action | Environmental Justice Organisations, Liabilities and Trade (ejolt.org) et directeur de Health of Mother Heart Foundation.

## Biographie

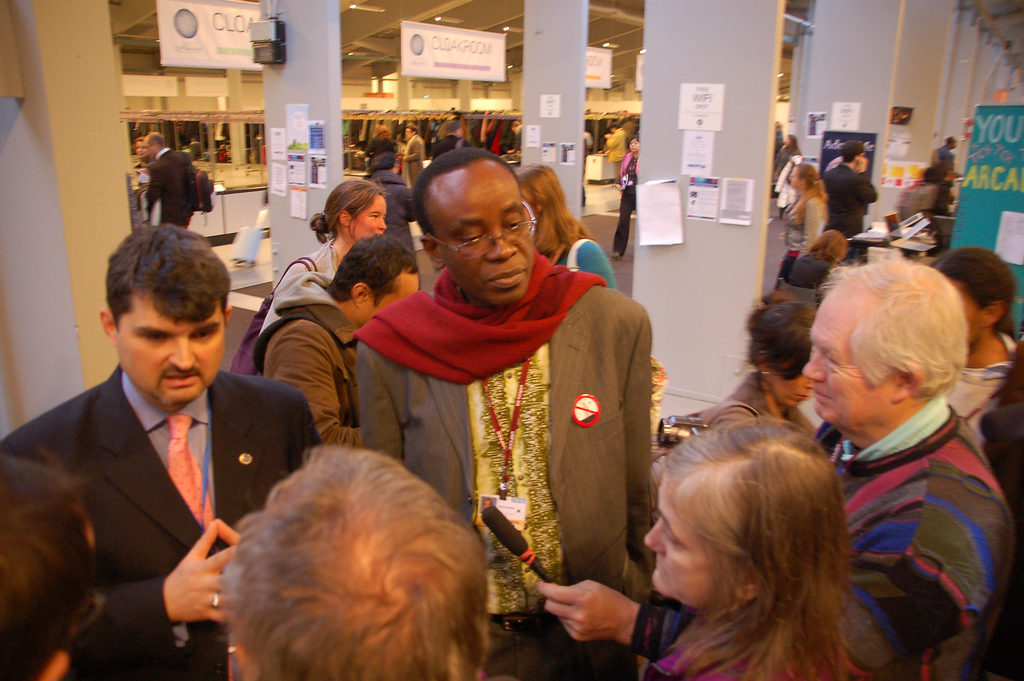
Nnimmo Bassey lors du Sommet de Copenhague en décembre 2009

Nnimmo Bassey est né le 11 juin 1958,. Diplômé d'architecture, il s'engage dans les associations de Défense des Droits de l'Homme dans les années 80.
À la suite de l'assaut de forces armées contre le village d'Umuechem, dont les populations étaient opposées aux compagnies pétrolières (les violences feront 80 morts), il cofonde en 1993 Environmental Rights Action (ERA), une ONG Nigériane spécialisée sur les questions d'environnement et de droits de l'homme. Cette association est la branche Nigériane des Amis de la Terre. Il en devient directeur Général. Il combat les compagnies pétrolières pour les dommages qu'elles font subir à l'environnement et aux populations locales. Il lutte ainsi contre les fuites de pétrole dans le delta du Niger et le torchage du gaz. Pour ses activités politiques, il est détenu pendant 43 jours en 1996. En 2005, il obtient une décision de la cour constitutionnelle du Nigéria déclarant le torchage du gaz illégal.
En 2008 il devient président des Amis de la Terre International.
En 2009, il est désigné comme Heroes of the Environment par Time Magazine. Il reçoit le Prix Nobel Alternatif en 2010. En 2012, il est récipiendaire du Prix Thorolf Rafto, une récompense offerte chaque année à une personnalité ayant agi pour les Droits de l'homme.